# 代爾沃瑙河
53°22′25.6″N 10°34′50.7″E / 53.373778°N 10.580750°E

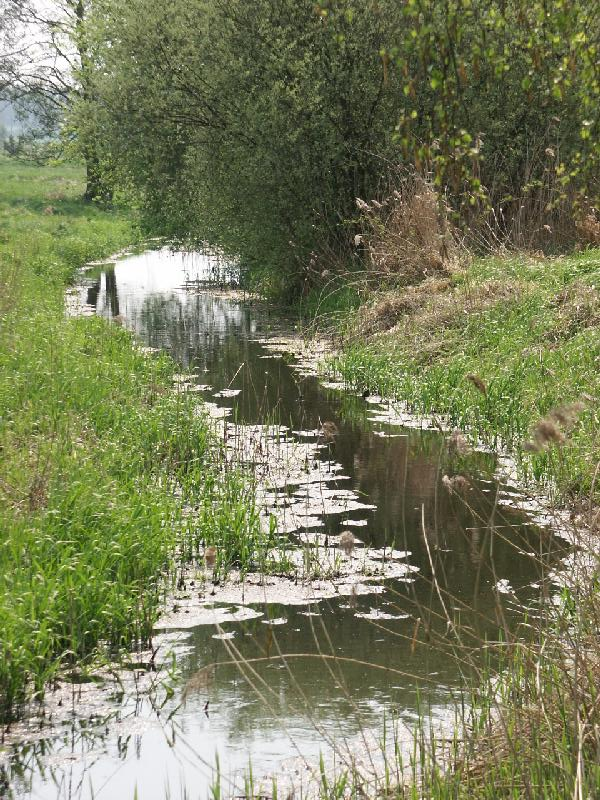
代爾沃瑙河

代爾沃瑙河（德語：Delvenau），是德國的河流，位於該國東北部，流經石勒蘇益格-荷爾斯泰因州和梅克倫堡-前波美拉尼亞州，河道全長約50公里，發源自比興。